# Hodei Mendinueta
Hodei Mendinueta Bernaras es un futbolista nacido en Azpeitia (Guipúzcoa) que milita de defensa y su actual equipo es el Real Unión. Nacido el 23 de enero de 1986. 

## Carrera

### Real Union(2008/2009)
En la temporada 2008/2009 fichó por el Real jugando 15 partidos y sin meter ningún gol. En esa temporada el Unión ascendió a segunda.